# Cult of Luna
Cult of Luna – pochodzący z Umeå w Szwecji zespół muzyczny, zaliczany do gatunku post-metal. Zespół został założony w 1998 roku przez wokalistę Klasa Rydberga i gitarzystę Johannesa Perssona, wcześniejszych członków grupy Eclipse.

## Styl
Grupa jest często porównywana do takiej legendy muzyki niezależnej, jak Neurosis, porównuje się ją także do Isis, Pelican i Callisto. Utwory zespołu to długie wypełnione elektroniką kompozycje, zbudowane z ciężkich, przytłaczających riffów, których dopełnieniem są bardziej akustyczne, post-rockowe wstawki. Krytycy często odnoszą się do muzyki Cult of Luna jako zestawienia jasności i ciemności. Utwory łamią wyświechtane konwencje refren-zwrotka na rzecz typowej dla post-rocka indywidualności w tworzeniu własnych rozwiązań melodycznych i kompozycyjnych. Wokal Rydberga to pozostałość po hardcoreowych korzeniach zespołu, stanowiący na pewno jeden z charakterystycznych elementów twórczości.

## Historia
Po początkowych przesłuchaniach wyłonił się pierwotny skład grupy: Klas Rydberg, Johannes Persson, Magnus Lindberg, Erik Olofsson i Fredrik Renström. Po krótkim czasie z powodów osobistych od zespołu odszedł Fredrik Renström i w trochę okrojonym zestawieniu band zaczął nagrywać materiał.
Pierwsze nagrania zespołu datowane są na styczeń 1999, kiedy to grupa ukończyła dwuutworowe demo. Początkowo nagrania zostały zrealizowane bez żadnej elektroniki, jednakże rosnąca chęć członków zespołu do eksperymentowania skłoniła ich do decyzji o rozszerzeniu grupy o osoby odpowiedzialne za efekty elektroniczne. Zajął się nimi Magnus Lindberg, w związku z czym należało znaleźć kogoś na jego dotychczasową funkcję - perkusję. Tak do grupy dołączył Marco Hilden a w tym samym czasie także nowy gitarzysta basowy - Axel Stattin.
Po ustaleniu składu, z pomocą przyjaciela Tima Bertilssona (szefa Trust No One Recordings) Cult of Luna wypuszcza łączone wydawnictwo (split vinyl) z grupą Bertilssona Switchblade. Po tym debiucie, podczas koncertu na Trastock Festival w 2000 roku, zespołem zainteresował się brytyjska wytwórnia Rage of Achilles Records. Zaproponowano wydanie debiutanckiego długogrającego krążka i podpisano kontrakt. Premiera albumu studyjnego zatytułowanego po prostu Cult of Luna, miała miejsce w 2001 roku. Zyskał pochlebne oceny, grupa została nawet okrzyknięta przez magazyn The Rolling Stone następcą System of a Down. Grupą zaczęła interesować się wytwórnia Hydra Head Records co zaowocowało wydaniem winyla w 2002 roku. Po sukcesie pierwszego wydawnictwa z grupą skontaktowała się Earache Records, podpisano kontrakt i w czerwcu 2002 roku Cult of Luna przystąpiła do nagrywania drugiej płyty długogrającej - The Beyond. Po nagraniu krążka zmienił się gitarzysta basowy - Andreas Johansson zajął miejsce Axela Stattina. Album został wydany 10 lutego 2003 roku, a wkrótce potem grupa wyruszyła w trasy po Szwecji (z The Haunted) i Wielkiej Brytanii (z Isis). Po tournée skład uległ ponownej zmianie - Thomas Hedlund zastąpił dotychczasowego perkusistę Marco Hildena, perkusistą stał się także na powrót Magnus Lindberg (także partie gitary) zaś nowym człowiekiem od elektroniki został Anders Teglund.
Przed ponownym wkroczeniem do studia w kwietniu 2004 roku grupa zagrała wiele koncertów w Szwecji, Wielkiej Brytanii, Finlandii m.in. z Poison the Well i The Dillinger Escape Plan. Trzeci album nosi nazwę Salvation i wydany został 4 października 2004 roku w Europie, 19 października w USA. Po wydaniu albumu Cult of Luna przywitała kolejnego członka - Fredrika Kihlberga który zajął się perkusją i wokalami. Rok 2005 upłynął pod znakiem tras koncertowych - z Bleeding Through po Europie, Mastodon po USA i paru występach na europejskich festiwalach. W listopadzie 2005 roku grupa weszła studia po raz czwarty. Prace nad nowym albumem zakończyły się w styczniu 2006 roku. Czwarty długogrający krążek Somewhere Along The Highway ujrzał światło dzienne 24 kwietnia 2006 roku.

## Muzycy
| Obecny skład zespołu - Johannes Persson – gitara, śpiew (od 1998) - Magnus Lindberg – gitara, instrumenty perkusyjne (od 1998) - Andreas Johansson – gitara basowa (od 2002) - Thomas Hedlund – perkusja (od 2003) - Fredrik Kihlberg – gitara, śpiew (od 2004) - Kristian Karlsson – sampler, syntezator (od 2015) | Byli członkowie zespołu - Erik Olofsson – gitara (1999-2015) - Anders Teglund – sampler, syntezator, trąbka (2003-2013) - Klas Rydberg – śpiew (1998-2012) - Fredrik Renström – gitara basowa (1999) - Marco Hildén – perkusja (1999-2002) - Axel Stattin – gitara basowa (2000-2002) | Muzycy koncertowi - David Johansson – gitara (od 2015) - Christian Augustin – trąbka (od 2013) - David Johansson – gitara basowa (2013) - Jonas Nordström – syntezator (2013) |

## Dyskografia
Albumy studyjne
| Cult of Luna                            | - Data: 14 września 2001 - Wydawca: Rage of Achilles   | –  | –  | –  | –   |
| The Beyond                              | - Data: 10 lutego 2003 - Wydawca: Earache Records      | –  | –  | –  | –   |
| Salvation                               | - Data: 4 października 2004 - Wydawca: Earache Records | –  | –  | –  | –   |
| Somewhere Along the Highway             | - Data: 24 kwietnia 2006 - Wydawca: Earache Records    | 59 | –  | –  | –   |
| Eternal Kingdom                         | - Data: 16 czerwca 2008 - Wydawca: Earache Records     | 47 | –  | –  | –   |
| Vertikal                                | - Data: 25 stycznia 2013 - Wydawca: Indie Recordings   | 30 | 14 | –  | 177 |
| Mariner (oraz Julie Christmas)          | - Data: 8 kwietnia 2016 - Wydawca: Indie Recordings    | 28 | 29 | 76 | 193 |
| A Dawn to Fear                          | - Data: 20 września 2019 - Wydawca: Metal Blade        |    |    |    |     |
| „–” oznacza, że album nie był notowany. |                                                        |    |    |    |     |

Albumy wideo
| Fire Was Born                           | - Data: 27 kwietnia 2009 - Wydawca: Earache Records | 3 |
| Eviga Riket                             | - Data: 23 lutego 2010 - Wydawca: C.O.L Press       | – |
| „–” oznacza, że album nie był notowany. |                                                     |   |

## Nagrody i wyróżnienia
| Rok  | Kategoria             | Tytułem | Nagroda | Nota      | Źródło |
| ---- | --------------------- | ------- | ------- | --------- | ------ |
| 2017 | Årets Hårdrock/Metall | Mariner | Grammis | Nominacja | [ 9 ]  |